# トレント・レズナー
トレント・レズナー（Michael Trent Reznor Jr.、1965年5月17日 - ）は、アメリカ合衆国のミュージシャン。インダストリアル・プロジェクトのナイン・インチ・ネイルズ、ハウ・トゥ・デストロイ・エンジェルスのリーダー。

## 来歴
1965年にペンシルベニア州マーサーに生まれる。家族は両親と妹が一人いたが、幼少時に両親が離婚したため祖父母の元で暮らすようになり、クラシック・ピアノの教育を受ける。同時にロックに目覚め、クイーン、キッス、ピンク・フロイドに熱中する。高校卒業後、アレゲニー大学に進学しコンピューターを専攻しながら、音楽ユニット「OPTION 30」で活動をしていたが、1年次で中退。
その後、クリーブランドのスラム街に移る。The Innocentにキーボーディストとして在籍。この時に高校時代に知り合っていた、ナイン・インチ・ネイルズのドラマーとなるクリス・ヴレナとバンド「Exotic Birds」で再び出会いプロのミュージシャンを目指し活動、1987年公開のマイケル・J・フォックス主演の映画『愛と栄光への日々（Light Of Day）』で、トレント・レズナーらExotic Birdsのメンバーと架空のバンドThe Problemsとして出演した。スタジオのトイレ掃除、楽器の販売、レコーディングスタジオのアシスタント兼管理人などのアルバイトをしながら音楽制作に励むもまったく成果が出せず、ピーナッツバターサンドイッチで飢えをしのぐ日々が続いた。
レコーディングスタジオの空き時間を利用して制作したデモテープを手当たり次第にレコード会社に送った結果、送り先すべての会社から契約を結びたいと言う返事が来る。その中でも最も好反応だったTVT社と契約を決め、1989年、ナイン・インチ・ネイルズ名義のシングル「Down in it」にてデビュー。
1994年には映画『ナチュラル・ボーン・キラーズ』のサウンドトラック・アルバムの音楽プロデュースを担当した。

### 2009年-
- 2009年5月2日、フィリピン系アメリカ人のマリクィーン・マンディグと婚約。マンディングは当時ロサンゼルスのインディーバンド"West Indian Girl"でダブル・ボーカルを務めており、公式の婚約発表は同バンドのサイト内に記載された。

- NIN.comのファンから未発表曲を溜め込んでいるのかについての質問で、プリンスとウィーザーのリヴァース・クオモについて。

「俺は、プリンスやリヴァース・クオモじゃない。素晴らしいトラックが山ほどあるって誇示するようなタイプじゃない。プリンスよ、素晴らしい曲が百も千もあるんなら、そこからいくつか選んでアルバムに収録すればよかったじゃないか。だって、ここ何枚かはひどいもんだったからな。リヴァース、お前もだ」
- Spinner.comでのコメントでマリリン・マンソンについて。

「奴は嫌なやつだ。成功のためなら誰だって踏みつけるし、道徳の一線なんてのも超えるだろうよ。奴も今じゃ、ドラッグとアルコールに支配されたラリッた道化」
- 自身もナイン・インチ・ネイルズでのリリースやツアービデオの配信などにおいてウェブでの活動を積極的に行っていたが、2009年6月にSNSに対しての批判を公式ウェブサイト上にて行った。曰く「大局的に見れば益よりも害の方が多いし、これまでの（Web活用の）実験の結果は出たようだから。バカが支配している」とのこと。この実験の結果とは、トレントが行っていたSNSでのユーザーとの交流を指し、そのSNSにおいて「（ファンである）自分のイメージと実際のトレントが違った」などの理不尽な理由で非難されたり、自身の結婚に対して嫌がらせのような行為を度々行われ、その対策に苦慮したことである。しかし、現在でもTwitterなどにアカウント自体は存在しており、時折コメントしている。

- 2010年、『ソーシャル・ネットワーク』の劇伴をアッティカス・ロスと共同で担当[2]。翌年には、ロスと共にゴールデングローブ賞、アカデミー作曲賞を受賞した[2]。それ以降、ロスと共同で映画音楽を多数手がけるようになり、デヴィッド・フィンチャー作品やルカ・グァダニーノ作品の常連となっている。
- 2020年、『ソウルフル・ワールド』の劇伴をアッティカス・ロスとジョン・バティステとともに作曲[3]。翌年には2度目となるゴールデングローブ賞作曲賞、アカデミー作曲賞を受賞した[4][5]。
- 映画音楽を扱った2017年のドキュメンタリー映画『すばらしき映画音楽たち』にはロスと共に出演した。

## 人物
若い頃は痩せ型で髪が長い文学青年風だったが、現在は坊主に近い短髪にしており筋肉質な身体つきに変化している。コンピュータゲームを好み、コール オブ デューティシリーズなどをプレイする。

## 音楽性
ナイン・インチ・ネイルズの項を参照。

## 映画音楽

### 映画
★ːアカデミー作曲賞受賞　＊：アカデミー作曲賞ノミネート
- ソーシャル・ネットワーク★ The Social Network （2010年）
- ドラゴン・タトゥーの女 The Girl with the Dragon Tattoo （2011年）
- ゴーン・ガール Gone Girl （2014年）
- 地球が壊れる前に Before the Flood（2016年）
- パトリオット・デイ Patriots Day（2016年）
- バード・ボックス Bird Box（2018年）
- mid90s ミッドナインティーズ Mid90s（2018年）
- WAVES/ウェイブス Waves（2019年）
- Mank/マンク＊ Mank （2020年）
- ソウルフル・ワールド★ Soul（2020年）
- エンパイア・オブ・ライト Empire of Light （2022年）
- ボーンズ アンド オール Bones and All （2022年）
- チャレンジャーズ Challengers（2024年）
- クィア/QUEER Queer（2024年）

### ドラマ
- ウォッチメン Watchmen（2019年）

## テレビゲーム音楽
- マスエフェクト（2007年）
- マスエフェクト2（2010年）
- コール オブ デューティ ブラックオプス2（2012年）
- コール オブ デューティ ブラックオプス3（2015年）
- コール オブ デューティ ブラックオプス4（2017年）
- コール オブ デューティ ブラックオプス コールドウォー（2019年）